# Peromyscus melanurus
Peromyscus melanurus är en däggdjursart som beskrevs av Wilfred Hudson Osgood 1909. Peromyscus melanurus ingår i släktet hjortråttor och familjen hamsterartade gnagare. IUCN kategoriserar arten globalt som starkt hotad. Inga underarter finns listade i Catalogue of Life.
Denna gnagare förekommer i en bergstrakt i södra Mexiko. Den vistas mellan 700 och 1900 meter över havet. Området är täckt av lövfällande skogar och av blandskogar.